# Jens Lehmann (ciclist)

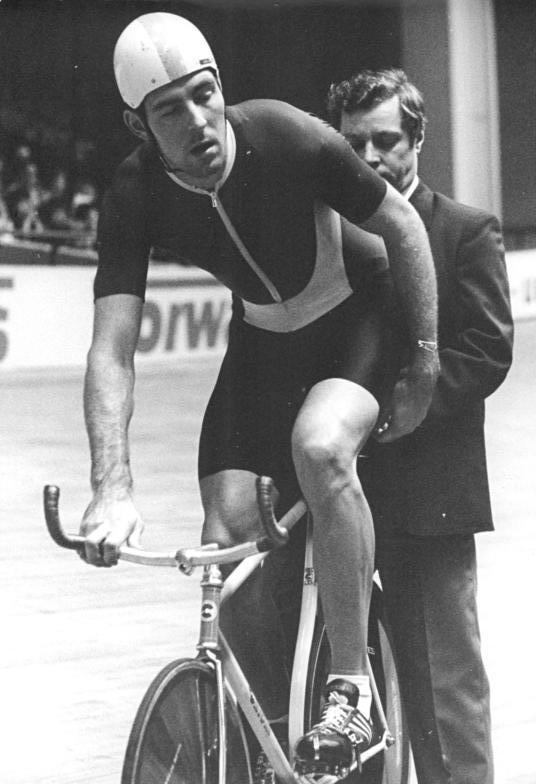
Jens Lehmann

Jens Lehmann (n. 19 decembrie 1967, Stolberg, Saxonia-Anhalt, Germania) este un fost ciclist german. El a fost prin anii 1980 și 2000 campion olimpic și de șase ori campion mondial cu echipa RDG-ului la ciclism pe velodrom.
Lehmann a aparținut între anii 1981 - 1997 de clubul sportiv "SC DHfK Leipzig" iar  din anul 2002 de clubul sportiv "Thüringer Energie Team".